# Synagoga v Lisabonu
Synagoga v Lisabonu, která nese název Shaare Tikva (Brány naděje), je první synagogou vystavěnou na portugalském území od konce 15. století, kdy byli portugalští Židé ediktem krále Manuela I. nuceni buď přijmout křest, nebo opustit zemi. Synagoga, která slouží sefardské židovské komunitě, byla v Lisabonu vystavěna počátkem 20. století. Autorem jejího architektonického řešení je Miguel Ventura Terra.

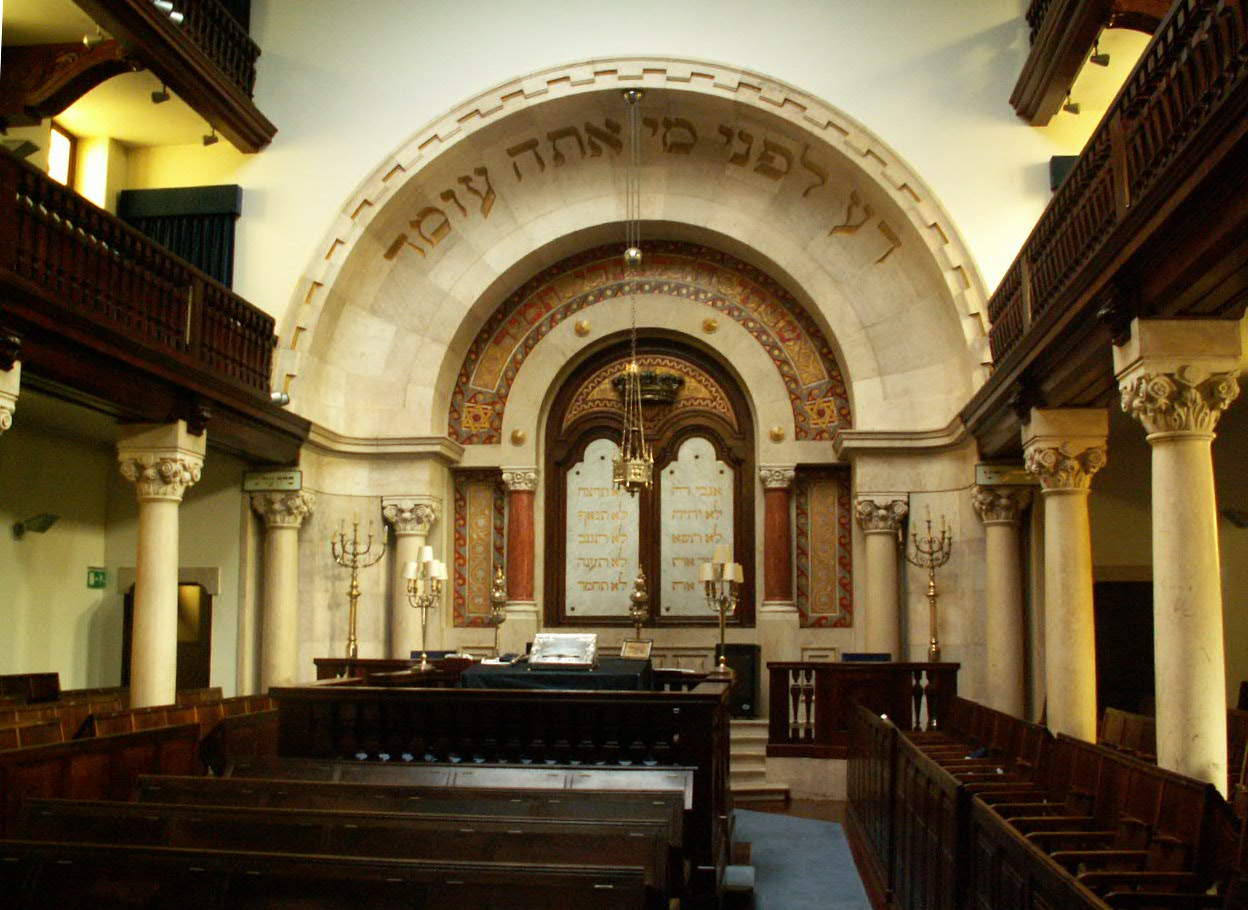
Interiér synagogy Shaare Tikva

Když Portugalsko na konci 15. století opustil poměrně vysoký počet Židů, kteří by jinak byli nuceni ke konverzi ke křesťanství, přišla tak země o řadu zámožných obchodníků i významných osobností z různých oborů. Kolem roku 1800 se Portugalsko pokusilo židovské obyvatele opět získat ve snaze zvrátit ekonomický úpadek. V Lisabonu tak začala ožívat židovská komunita, jejíž členové pocházeli především z Maroka a Gibraltaru. Na oficiální uznání ale musela čekat až do roku 1892.
Postavení Židů přesto nebylo srovnatelné s postavením katolíků. Nekatolické chrámy např. nesměly mít v té době fasádu orientovanou do ulice, synagoga Shaare Tikva proto musela být postavena ve vnitřním dvoře, zvenčí skryta za branou.
V roce 2004 synagoga oslavila 100. výročí svého založení. Oslav se zúčastnil i vrchní sefardský rabín Izraele Šlomo Moše Amar a tehdejší prezident Portugalska Jorge Sampaio.